# Madonna delle Milizie
Madonna delle Milizie è uno degli appellativi con cui la Chiesa cattolica venera Maria, madre di Gesù. È venerata dai fedeli cattolici di Scicli, libero consorzio comunale di Ragusa, in Sicilia, come protettrice della cittadina. Ne è, inoltre, la santa co-patrona, insieme al beato Guglielmo Buccheri da Noto.

## Tradizione
Secondo la tradizione, il 5 o il 31 marzo 1091, nella piana di Donnalucata, nei pressi di Scicli, sarebbe avvenuta una miracolosa apparizione della Vergine. L’emiro Belcane, a capo delle forze musulmane, tentò di invadere la Sicilia, allora sotto il controllo normanno. In quel periodo, il conte Ruggero d’Altavilla, impegnato nella conquista della parte orientale dell’isola, affidò la difesa della zona sud-orientale ai suoi luogotenenti. Di fronte alla minaccia nemica, gli abitanti di Scicli e i normanni invocarono l’aiuto della Vergine Maria, che apparve su un cavallo bianco in veste di gloriosa guerriera, sconfiggendo i saraceni e liberando la città. La battaglia si sarebbe svolta in Contrada Mulici, da cui deriverebbe il nome della Madonna, detta in siciliano Maronna ri Mulici, italianizzato in Madonna delle Milizie. L'apparizione è attestata nei Codici Sciclitani, che tuttavia non menzionano né la presenza diretta di Ruggero d’Altavilla né l’immagine della Vergine a cavallo. Secondo questi documenti, la Madonna sarebbe apparsa avvolta in una nube splendente, manifestando così il suo intervento divino.

## Culto
La festa in onore della Madonna delle Milizie è una delle più antiche celebrazioni religiose della Sicilia. Inizialmente si teneva nei giorni precedenti la Pasqua; la prima testimonianza dei festeggiamenti nella contabilità comunale sciclitana risale al 1709. Il 10 marzo 1736 la Sacra Congregazione dei Riti, sotto il pontificato di Clemente XII, stabilì che dovesse essere celebrata il sabato prima della Domenica di Passione. Successivamente, la ricorrenza fu spostata all’ultimo sabato di maggio, periodo più adatto per le celebrazioni all’aperto.
L’evento centrale della festa è la sacra rappresentazione dell’apparizione, che si tiene ogni anno in piazza Italia, la piazza principale di Scicli. La rappresentazione è un dramma storico che rievoca la battaglia del 1091 e l’intervento miracoloso della Vergine. Il copione attualmente in uso è stato redatto nel 1933 da Giuseppe Pacetto Vanasia e ristampato nel 1950. Essa viene trasmessa in diretta televisiva e streaming da Video Mediterraneo e Video Regione, le due principali emittenti del libero consorzio comunale di Ragusa.
Il simulacro della Madonna delle Milizie, raffigurante la Vergine armata e a cavallo, è custodito nella Chiesa Madre di San Guglielmo. Inoltre, nel Santuario della Madonna delle Milizie, situato nella zona dell’apparizione, si conserva un’impronta che, secondo la tradizione, sarebbe stata lasciata dal cavallo o dal piede di Maria al momento della sua discesa sulla Terra.

## Significato culturale e religioso
La Madonna delle Milizie rappresenta un simbolo identitario per la città di Scicli. L’iconografia della Vergine guerriera, inizialmente considerata inusuale rispetto alla tradizione cristiana, richiama il concetto biblico di “Dio degli eserciti”, che protegge i fedeli in momenti di pericolo. Il culto e la festa, oltre alla loro dimensione religiosa, hanno assunto nel tempo un forte valore storico, sociale e culturale. La sacra rappresentazione dell’evento non è solo una rievocazione folcloristica, ma è considerata una memoria collettiva, un racconto in cui la città riconosce le proprie radici e la propria identità. Lo scrittore Lionello Fiumi, nel suo scritto Scicli, o della Madonna a cavallo, ha sottolineato come il culto della Madonna delle Milizie sia profondamente radicato nella storia della città, evidenziando il legame tra la comunità e la Vergine. Don Ignazio La China, vicario foraneo di Scicli, ha invece interpretato l’episodio in chiave teologica e metastorica, vedendovi una rappresentazione del duello tra Bene e Male, simile alla vittoria biblica di Dio contro il serpente dell’Eden e il drago dell’Apocalisse.